# Aeluropus
Aeluropus is een geslacht uit de grassenfamilie (Poaceae). De soorten komen voor in Afrika, Azië en Europa.

## Soorten
Van het geslacht zijn de volgende zes soorten bekend:
- Aeluropus badghyzi Tzvelev
- Aeluropus laciniatus Khodash.
- Aeluropus lagopoides (L.) Thwaites
- Aeluropus littoralis (Gouan) Parl.
- Aeluropus macrostachyus Hack.
- Aeluropus pilosus (H.L.Yang) S.L.Chen & X.L.Yang